# Celadon (colore)
Il celadon è un pigmento acquamarina pallido. Il termine deriva dal francese céladon.
Celadon si riferisce inoltre a un particolare tipo di porcellana che ha lo stesso rivestimento verde pallido, in origine prodotta in Cina (vedi la voce: Celadon). Il celadon è costituito dalla combinazione dell'ossido del bicromato di potassio, il colore giallo del cadmio e del bianco del titanio-zinco.